# Annemie Heymans
Annemie Heymans ('s-Hertogenbosch, 9 februari 1935 – Amsterdam, 21 augustus 2008) was een Nederlandse kinderboekenschrijfster.

## Biografie
Ze ging in Den Bosch naar de school voor Kunst en Kunstnijverheid en volgde een extra jaar portrettekenen. In Den Haag ging ze een jaar naar de Kunstacademie voor een akte middelbaar tekenen. Ze maakte dat jaar niet af.  In 1971 verscheen haar eerste boek Het poppenfeest, dat zij samen met haar zuster Margriet had geschreven. Naast kinderboeken schreef ze verhalen voor Margriet, Ouders van Nu en Vrij Nederland. Vanaf 1982 gaf ze gastcolleges illustratie aan de Kunstacademie in Kampen.

## Prijzen
- In 1985 werd zij onderscheiden met een Zilveren Griffel voor haar boek Neeltje.
- In 1992 kreeg zij de Zilveren Griffel voor haar boek De prinses van de moestuin, dat ze samen met haar zus Margriet schreef. In 1993 ontving ze voor dit boek de Nienke van Hichtumprijs voor jeugdliteratuur.

## Titels
- Het poppenfeest (1971)
- Emily's ei (1973)
- Koen koopt een kans (1975)
- Pepijns kolderkussen (1976)
- Neeltje (1979)
- Boom, roos, vis (1982)
- De gele draad (1982)
- De mus en de vis (1982)
- Het boek van Saar (1985)
- Adam Wortel krijgt bezoek (1986)
- Blaadjes aan een been (1986)
- Een heel diepe plas (1988)
- Ietje Fietje (1988)
- De prinses van de moestuin (1991)
- Pien wil de nacht zien (1993)
- Mattea's paleis (1996)
- Kom, witte wolf, kom (2001)